# ハカール

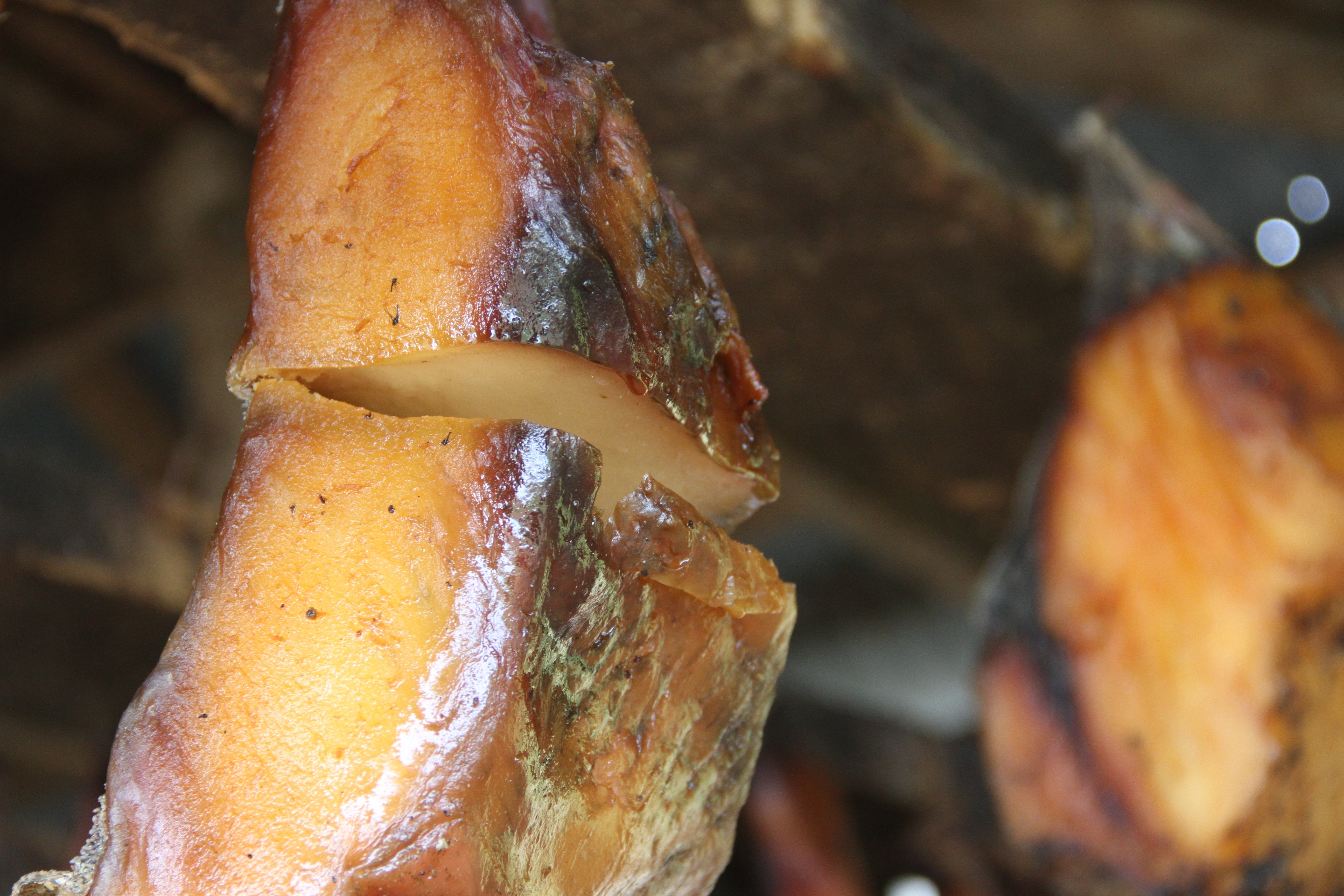
ハカールを切った中身

ハカール、ハウカットル（アイスランド語: Hakarl [ˈhauːˌkʰa(r)tl̥]）は、ニシオンデンザメやその他のオンデンザメ科のサメ肉を発酵させ、吊るして数か月間乾燥させた食品である。強いアンモニア臭を放つ。
アイスランドで販売されており1年中食べられるが、冬期間のソーラブロートの御馳走の1つとしても食べられる。

## 食べ方

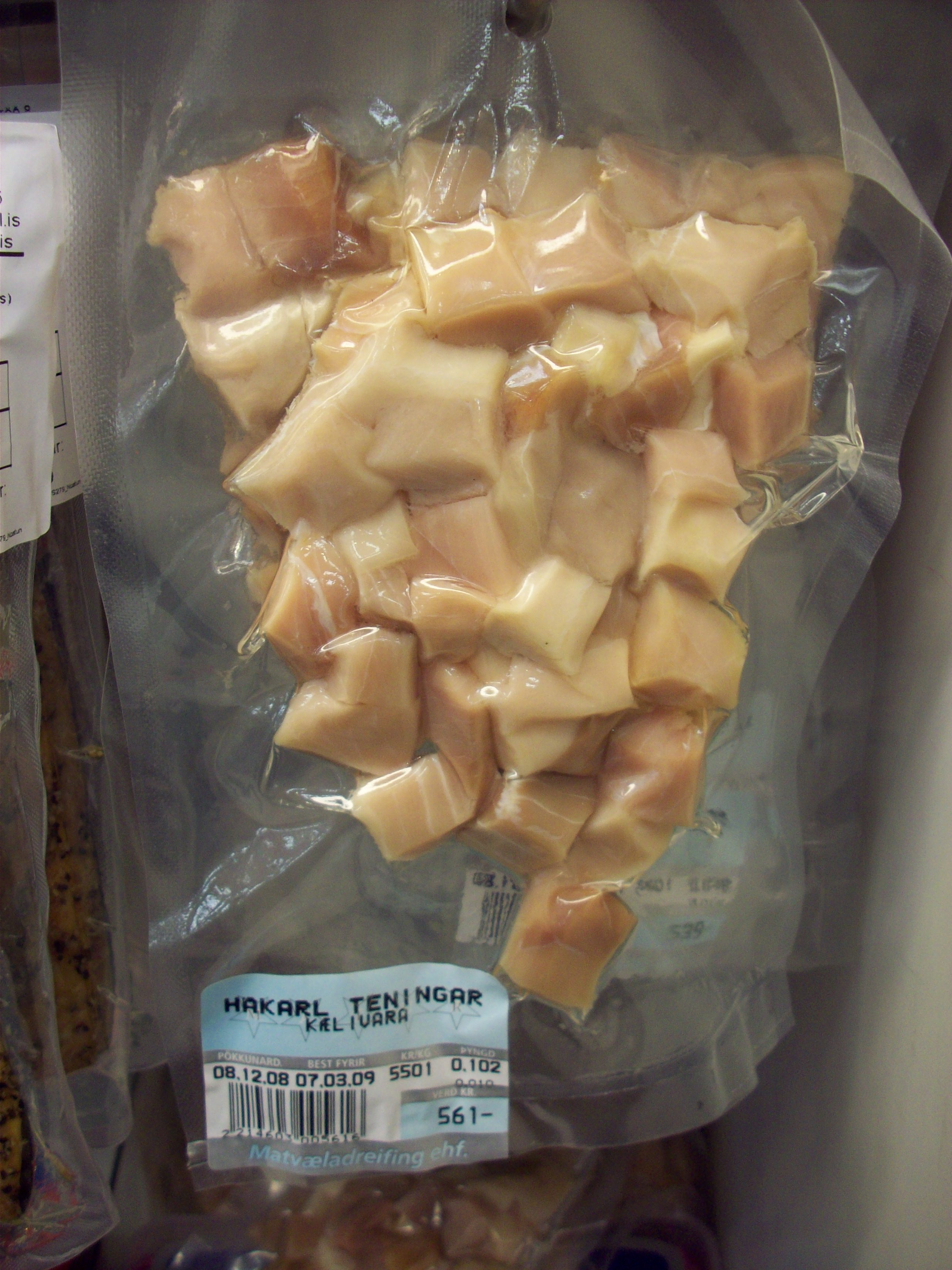
販売時のハカール

ハカールは多量のアンモニアを含み、洗剤のような強い臭いがする。サイコロ状に切って、爪楊枝に刺して食べることが多い。初めて食べようとする人は、その高いアンモニア濃度のため、意図せず吐き気を催すことがある。臭さが味よりもずっと強いため、初心者は、最初に噛む際には鼻をつまむように勧められることがある。しばしばアクアビットに似た地元の酒であるブレニヴィーン（ブレンヴィーン）とともに食べられる。ハカールは消化吸収を促す食物であるとみなされているが、一度に大量に摂取すると下痢を引き起こすおそれがある。
腹肉から作られ、弾力があって赤みがかった「glerhakarl」と、胴体の肉から作られ、白くて柔らかい「skyrhakarl」の2種類がある。

## 製法

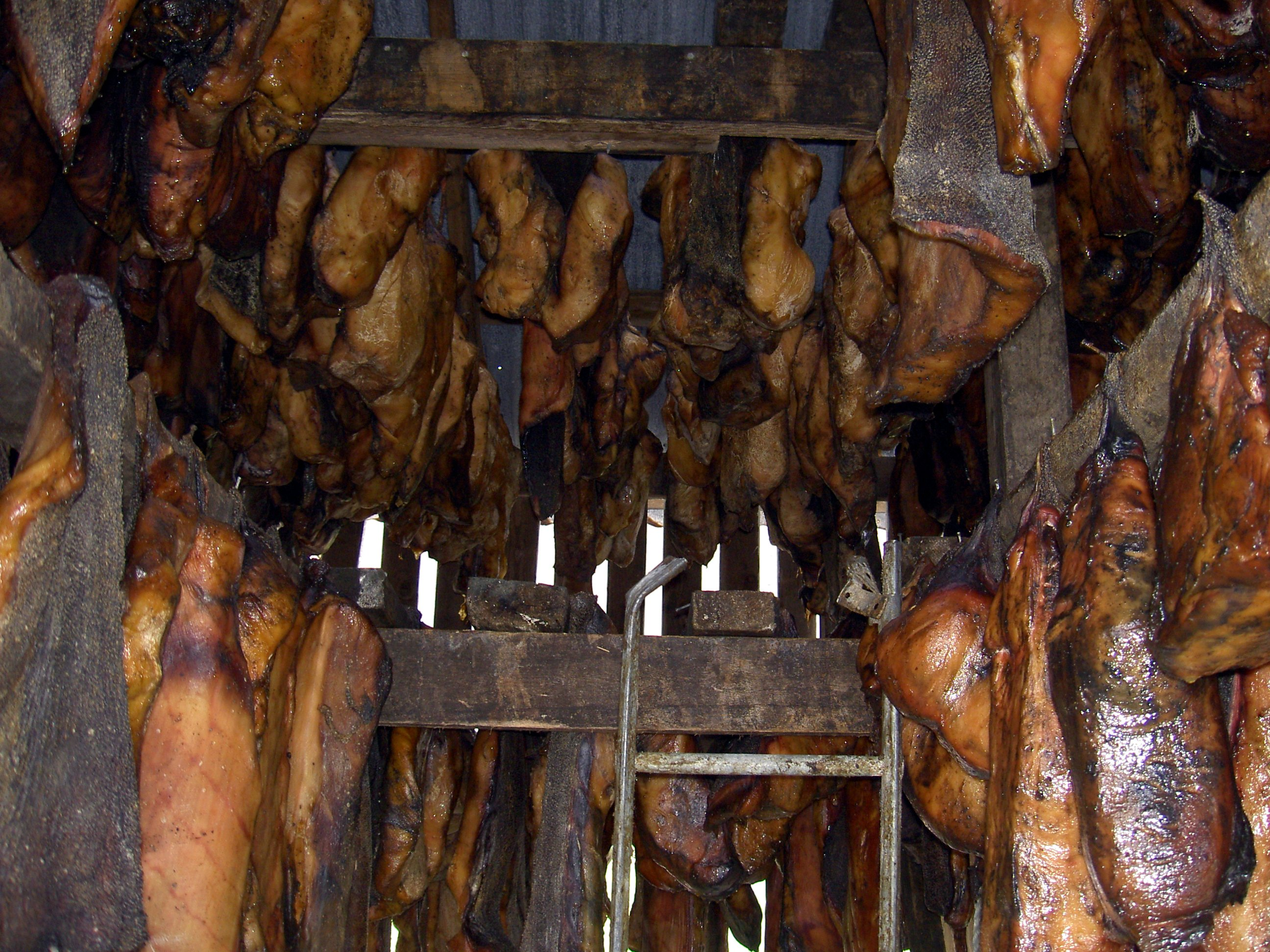
アイスランドで乾燥のため吊るされるハカール

ニシオンデンザメの肉には尿素とトリメチルアミン-N-オキシドの含量が多いため、新鮮な状態では毒性があるが、調理することにより毒性はなくなる。
元来はオンデンザメを狙った漁が行われていたが、今日では他の漁で混獲されたオンデンザメが用いられる。伝統的な製法では、オンデンザメの内臓と頭、骨を除去してきれいに洗い、砂利に掘った浅い穴に埋める。砂や砂利で覆い、砂の上に石を置いてサメ肉を押す。この際に香辛料や保存料は加えられない。このようにして、サメ肉から液体を外に出し、夏は6週間 - 7週間、冬は2か月 - 3か月ほどそのまま放置することにより、サメ肉は発酵する。この後で肉はひも状に切られ、風通しのいい小屋で少なくとも2か月 - 4か月間、乾燥のために吊るされる。この間に茶色く固くなった表面は、小片に切って食べる前に取り除かれる。乾燥が進むにつれてアンモニアが放散すると同時に、肉の成分に由来する塩味が濃くなる。
スナイフェルス半島にあるビャルトナルフプンサメ博物館（Bjarnarhöfn shark museum）で、この一連の伝統的な工程を見ることができる。
最近では、底に水抜き穴が設けられた大きなプラスチック製コンテナにサメ肉を押し付けて製造する。また乾燥工程では風通しのよい木箱も用いられている。

## 反応
- 料理人のアンソニー・ボーディンは、ハカールを食べて「1つの最悪な、最もうんざりする、ひどい味の食べ物だ」と記している[1]。
- 料理人のゴードン・ラムゼイは、テレビ番組『The F Word』で、ジェームズ・メイに3つの「珍味」（ラオス産の蛇酒、ウシのペニス、ハカール）を挑戦させている。ハカールを食べてラムゼイは吐き出したが、メイは吐かなかった。その後、メイは「君にはがっかりさせられたよ、ラムゼイ」と言って、彼にもう一度食べることを求めた[6]。
- アイスランドの紀行番組『Bizarre Foods with Andrew Zimmern』でアンドリュー・ジマーン（英語版）は、ハカールの臭いは「人生で呼吸した中で最もぞっとするもの」を思い出させるが、臭いほど味は悪くないと述べた。彼はその味を「甘く、ナッツのような感じで、微かに魚らしい」と述べた。それにも関わらず、彼は「強烈だった。容易でない食べ物だった。関わり合いになるべきではない。初心者向けではない。」と述べている。
- 考古学者のニール・オリバー（英語版）は、BBCのドキュメンタリー『Vikings』の中で、バイキングの食糧を調べる一環でハカールを食べた。彼は、「ブルーチーズ、ただしその100倍強い」ものを思い起こさせると述べている。